# ムハンマド・バラカ

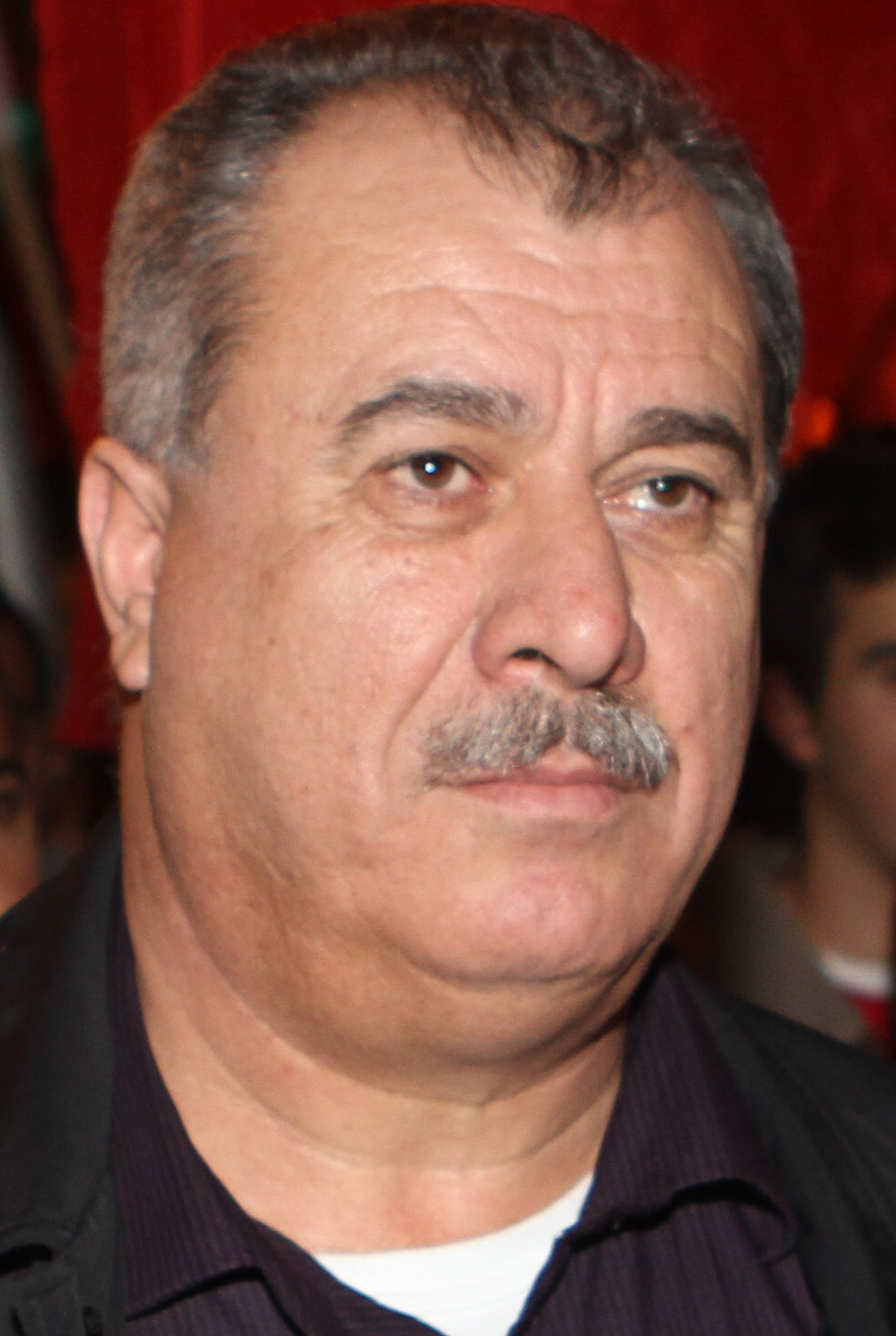
ムハンマド・バラカ

ムハンマド・バラカ（ヘブライ語: מוחמד ברכה, アラビア語: محمد بركة, 1955年7月29日 - ）は、イスラエルの政治家。ハダシュ（正式名　「平和平等民主戦線」)党首。アラブ系イスラエル人。バラケとも。

## 来歴
イスラエルのシェファラム（シャファー・アムル）にて生まれる。テルアビブ大学で数学を学んだ。学生時代にアラブ人学生の政治組織の議長を務めていた。
1999年にクネセト議員に初当選。
2014年に市民に暴力を振るい有罪になるが、2015年5月に無罪判決を言い渡される。
同年1月に政界から引退する。

## バールーフ・マーゼルによる脅迫
2005年2月、当時首相であったアリエル・シャロンが表明したガザ地区撤退計画にバラカは賛同した。すると、「カハネ主義」と呼ばれる反アラブの過激思想を信条とする政治活動家（元カハ党幹部）であるバールーフ・マーゼルから「お前の支援のせいで撤去法案は可決された。お前とお前の友達を含め、（ユダヤ人入植地撤去より）先に他の社会階層（アラブ人）に対して（暴力が）実行されるのは時間の問題だ」とバラカは脅迫された。